# غارة بيزداني
غارة بيزداني كانت سرقة القطار أجريت في ليلة 26/27 سبتمبر 1908 في مجال بيزدانى (منذ 1946 بيزدونيس) بالقرب من فيلنيوس على قطار ركاب ورسائل الإمبراطورية الروسية من قبل مجموعة من منظمة القتال من الحزب الاشتراكي البولندي بقيادة جوزيف بيلسودسكي.

## الخلفية
كان بيلسودسكي يتوقع أن الصراع بين القوى التي قسمت بولندا في أواخر القرن الثامن عشر هو وحده القادر على استعادة بولندا كدولة؛ كما كان ينظر إلى الإمبراطورية الروسية باعتبارها أسوأ القوى المحتلة لبولندا. ولذلك قرر دعم القوى المركزية مؤقتًا ( الإمبراطوريتين النمساوية المجرية والألمانية). 
في عام 1906، أسس بيوسودسكي، بمساعدة السلطات النمساوية ومعرفتها، مدرسة عسكرية في كراكوف لتدريب فرق القتال ،  وهي الذراع العسكرية للحزب الاشتراكي البولندي (أو على وجه التحديد، الفصيل الثوري). في عام 1906 وحده، قامت قوات البوجوفكي التي يبلغ قوامها 750 فردًا، والتي تعمل في وحدات مكونة من خمسة أفراد في مؤتمر بولندا السابق، بقتل أو جرح نحو 1000 مسؤول روسي.  لم يكن البوجوفي بالتأكيد يتردد في سرقة السلطات الروسية للحصول على الأموال اللازمة لعملياتهم، وبحلول عام 1908 كان بيوسودسكي ومنظمته يعانون من نقص حاد في الأموال. 
أعرب بيلسودسكي عن أفكاره حول هذا العمل العنيف في وصيته الأخيرة  أو نعي كتبه إلى صديق قبل الغارة: 
لن أملي عليك ما ستكتبه عن حياتي وعملي. كل ما أطلبه منكم هو ألا تجعلوني "متذمرًا وعاطفيًا". [...] أنا أقاتل وأنا مستعد للموت لمجرد أنني لا أطيق العيش في هذا المراحيض التي تُشكل حياتنا [...] دع الآخرين يلعبون لعبة إلقاء الباقات للاشتراكية أو البولونية [...] فكرتي الأخيرة، التي لم أطورها بالكامل بعد، هي إنشاء منظمة للقوة المادية، للقوة الغاشمة، في جميع الأحزاب، وخاصة أحزابنا. لقد بذلت بالفعل الكثير من أجل تحقيق هذا الهدف، ولكن ليس بالقدر الكافي الذي يسمح لي بالاسترخاء على أمجادي. لذا الآن أنا أراهن بكل شيء على هذه البطاقة الأخيرة [...] قد أموت في هذا "المصادرة" وأريد أن أشرح [...] المال [...] قد يأخذه الشيطان! أفضل أن أفوز بها في معركة بدلاً من أن أتوسلها من الجمهور البولندي الذي أصبح طفوليًا بسبب جبنه. ليس لدي المال ويجب أن أحصل عليه لتحقيق الأهداف التي أسعى لتحقيقها. 

## السرقة
في سبتمبر/أيلول 1908، هاجم البوجوفكي قطار بريد روسي كان مسافرًا على خط السكة الحديدية بين سانت بطرسبرغ ووارسو بالقرب من فيلنا (فيلنيوس). كان القطار يحمل عائدات ضريبية من وارسو إلى سانت بطرسبرغ . 
قاد بيلسودسكي الغارة شخصيًا؛ وكانت الغارة الوحيدة التي شارك فيها شخصيًا، وكانت قاعدة البوجوفكا هي أن كل عضو يجب أن يشارك في هجوم مسلح واحد على الأقل. 
بلغ عدد المجموعة التي شاركت في السرقة 20 شخصًا - 16 رجلاً و 4 نساء  ومن بين أعضاء Bojówki الذين شاركوا في هذا العمل كانت عشيقته وزوجته المستقبلية، ألكسندرا ،  وثلاثة رؤساء وزراء بولنديين مستقبليين : توماش أرتشيسفسكي ،  ألكسندر بريستور  وواليري سلاويك ،  وغيرهم من السياسيين والناشطين البارزين في عصر الجمهورية البولندية الثانية ، مثل نشطاء الحزب الاشتراكي البولندي إدوارد جيبالسكي  (أو فرانسيسزيك)، وجيرزي ساويسكي ، و دبليو مومنتوفيتش . 
كانت مجموعة Bojówki على علم بالقطار منذ أسابيع واستغلت هذا الوقت للتعرف على المنطقة.  في 26 سبتمبر، كان ستة منهم على متن القطار كركاب،  وتجمع الباقون في محطة القطار الصغيرة في بيزداني، بحضور العديد من الحراس الذين لم يكونوا على علم بنواياهم.  عندما توقف القطار في المحطة، بدأ الثوار في العمل، وانقسموا إلى مجموعتين: واحدة هاجمت القطار، والثانية سيطرت على مكاتب محطة القطار، وقطعت أسلاك الهاتف والتلغراف . كان البولنديون يملكون عدة قنابل ؛ تم إلقاء اثنتين على الأقل في العربة برفقة جيبالسكي وبالاجا. قُتل جندي روسي وأصيب خمسة آخرون  في تبادل إطلاق النار القصير  قبل أن يستسلم الباقون. قام بيلسودسكي مع آخرين بإعداد الشحنة الديناميتية النهائية التي فتحت عربة البريد ودمرت الصناديق الحديدية الموجودة بداخلها.  بعد أن سيطر البولنديون على المحطة والقطار، وضعوا الأموال في أكياس ولاذوا بالفرار. ذهب بيلسودسكي مع المجموعة التي حملت أثقل الحقائب وهرب عبر النهر القريب. 

## العواقب
بلغت الغنائم من تلك الغارة نحو 200 ألف روبل روسي (أي ما يعادل نحو 5 آلاف أوقية من الذهب بموجب معيار الذهب، أي ما يعادل 100 ألف دولار أميركي في عام 1908 أو 8 ملايين دولار بسعر الذهب في عام 2012)، وهي ثروة طائلة في أوروبا الشرقية المعاصرة.  كان من المفترض أن تغطي هذه الأموال تكاليف بناء نظام الترام في فيلنيوس.  استخدم بيوسودسكي تلك الأموال لمساعدة منظمته العسكرية السرية. أصبحت هذه الغارة معروفة في أوروبا الشرقية باعتبارها واحدة من أكثر عمليات سرقة القطارات جرأة ونجاحًا.  

## قراءة إضافية
- Pobóg-Malinowski, Władysław (1933). Akcja bojowa pod Bezdanami, 26 IX 1908 [Action at Bezdany, 26 September 1908] (بالبولندية). Warszawa: Gł. Księg. Wojskowa.
- Piłsudska، Aleksandra (1941). Pilsudski: A Biography by His Wife. New York: Dodd, Mead and Co.
- "Rewolwerowcy komendanta Tygodnik". Wprost (بالبولندية) (1241). 24 Sep 2006. Archived from the original on 2007-09-30.

1. ↑  Note that some sources give April as the date of the raid. The September date seems to be more popular and better referenced (Zamoyski, Souvarine, Malinowski). The April date probably refers to some other train robbery by Bojówki.
2. ↑  The exact amount looted varies from source to source, usually from 200,000 to 300,000 rubles. Urbankowski in his biography of Piłsudski gives the number of 200,812 roubles.[10] Whatever their differences, all sources agree that it was an extremely large amount.